# موضوع و تعليق
في علم اللغويات، موضوع الجملة هو ما يتم الحديث عنه، والتعليق (الإطار أو التركيز) هو ما يقال عن الموضوع. يسمى هذا التقسيم إلى المحتوى القديم مقابل المحتوى الجديد بنية المعلومات. من المتفق عليه عمومًا أن الجُمل مقسمة إلى موضوع مقابل تعليق، ولكن في بعض الحالات تعتمد الفروق بينها على النظرية النحوية المستخدمة لتحليل الجملة.
الموضوع، الذي يتم تعريفه من خلال الاعتبارات المتداولة، هو مفهوم متميز عن الموضوع القواعدي، والذي يتم تحديده من خلال السياق الجملة. قد تكون هذه هي نفسها في أي جملة، لكن لا يلزم أن تكون كذلك. على سبيل المثال، في الجملة «أما بالنسبة للفتاة الصغيرة، فإن الكلب يعضها» الفاعل هو «الكلب» لكن موضوع الجملة عن «الفتاة الصغيرة».
يعتبر الموضوع والفاعل أيضًا مفاهيم مميزة عن النائب (أو الفاعل)، والذي يتم تعريفه بواسطة الدلالات. في الجمل الإنجليزية التي تحتوي على فعل في صيغة المبني للمجهول، على سبيل المثال، يكون الموضوع عادةً هو الفاعل، بينما قد يتم حذف الفاعل أو قد يتبع بحرف جر. على سبيل المثال، في الجملة «تعرضت الفتاة للعض من قبل الكلب»، تكون «الفتاة الصغيرة» هي الموضوع ونائب الفاعل، ولكن «الكلب» هو الفاعل.
في بعض اللغات، يتم تحديد ترتيب الكلمات والظواهر النحوية الأخرى إلى حد كبير من خلال بنية الموضوع - التعليق. يشار إلى هذه اللغات أحيانًا على أنها لغات بارزة في الموضوع. غالبًا ما يتم إعطاء الكورية واليابانية كأمثلة على ذلك.

## تعريفات وأمثلة
يمكن تعريف «الموضوع» على مستوى الجملة بعدد من الطرق المختلفة. الأكثر شيوعًا من بينها:
•العبارة الواردة في جملة يُفهم أن بقية الجملة تدور حوله.
•موضع خاص في جملة (غالبًا على الحافة اليمنى أو اليسرى من الجملة) حيث تظهر الموضوعات عادةً.
في جملة إنجليزية عادية، يكون الفاعل عادةً هو نفسه الموضوع (مثال 1)، حتى في صيغة المبني للمجهول (حيث يكون الفاعل محذوف المثال 2):
1. The dog bit the little girl. (عض الكلب الفتاة الصغيرة)
2.The little girl was bitten by the dog. (الفتاة الصغيرة عضها الكلب)
هذه الجمل لها مواضيع مختلفة: الأول عن الكلب، والثاني عن الفتاة الصغيرة.
في اللغة الإنجليزية، من الممكن أيضًا استخدام تراكيب أخرى للجملة لإظهار موضوع الجملة، كما يلي:
•As for the little girl, the dog bit her. (أما الفتاة الصغيرة فقد عضها الكلب)
•It was the little girl that the dog bit. (كانت الفتاة الصغيرة التي عضها الكلب)
أحيانًا تكون حالة الضمائر (فاعل بلا معنى) معقدة نوعًا ما، مثل:
•It is raining. أنها تمطر
•There is some room in this house. يوجد عدد من الغرف في هذا المنزل
•There are two days in the year in which the day and the night are equal in length يوجد يومان في السنة يتساوى فيهما النهار والليل
في هذه الأمثلة، يكون موضع الفاعل النحوي (على يسار الفعل) مأخوذًا بعبارة لا معنى لها («هو» أو «هناك»)، والغرض الوحيد منها هو تلبية مبدأ الإسقاط الموسع، ومع ذلك فهو ضروري. في هذه الجمل، لا يكون الفاعل أبدًا هو الموضوع، بل يتم تحديده بشكل عملي. في جميع هذه الحالات، تشير الجملة بأكملها إلى جزء من التعليق.

## تحقيق موضوع-تعليق
اللغات المختلفة تحدد المواضيع بطرق مختلفة. يعد التنغيم المميز وترتيب الكلمات أكثر الوسائل شيوعًا. إن الميل إلى وضع الجملة الموضوعية في البداية («واجهة الموضوع») منتشر على نطاق واسع. تشير واجهة الموضوع إلى وضع الموضوع في بداية الجملة بغض النظر عما إذا تم تمييزه أم لا. مرة أخرى، يختلف اللغويون حول العديد من التفاصيل.
غالبًا ما تُظهر اللغات أنواعًا مختلفة من القواعد للجمل التي تقدم موضوعات جديدة وتلك التي تستمر في مناقشة الموضوعات المحددة مسبقًا.
عندما تستمر الجملة في مناقشة موضوع تم تحديده مسبقًا، فمن المرجح أن تستخدم الضمائر للإشارة إلى الموضوع.تميل مثل هذه الموضوعات إلى أن تكون في موضع فاعل.

### في اللغة الإنجليزية
يأتي الموضوع أولاً في الجملة، وعادةً ما يتم تمييزه بالتنغيم أيضًا. .

### في اللغات الأخرى
•اليابانية والكورية: يتم تمييز الموضوع عادةً بحرف يسبقه مثل -wa (は) أو 는 / 은(n) eun.
•في اللغة الفرنسية الإيفوارية، يتم تمييز الموضوع بالحرف "là". يمكن أن يكون الموضوع اسمًا أو مجموعة اسمية ولكن ليس بالضرورة.
•ما يسمى باللغات ذات ترتيب الكلمات الحرة (مثل الروسية والتشيكية، والصينية والألمانية إلى حد ما) تستخدم ترتيب الكلمات كوسيلة أساسية. عادة الموضوع يسبق التعليق، على سبيل المثال، في بعض اللغات السلافية مثل التشيكية والروسية كلا ترتيبان ممكنان. يُشار إلى الترتيب الذي يحتوي على الجملة التعليق في البداية على أنه شخصي ويعبر عن مشاركة عاطفية معينة. يتم تمييز الأمرين عن طريق التنغيم.
•في لغة الإشارة الأمريكية، يمكن الإعلان عن موضوع في بداية الجملة (يُشار إليها بالحواجب المرفوعة وإمالة الرأس) تصف الكائن، ثم تصف بقية الجملة ما يحدث لهذا الشيء.

## التطبيقات العملية
التطبيق الرئيسي لفكرة تعليق-الموضوع هو في مجال تكنولوجيا الكلام، وخاصة تصميم وكلاء المحادثة المتجسدين (تعيين التركيز اللغوي، والعلاقة بين بنية المعلومات والموقف والإيماءة). كانت هناك بعض المحاولات لتطبيق نظرية الموضوع / التعليق لاسترجاع المعلومات ، وتلخيص التلقائي